# Farhan Mirza
Farhan Mirza (* 16. Februar 1975) ist ein ehemaliger pakistanisch-schwedischer Snookerspieler, der zwei Mal die pakistanische und sechs Mal die schwedische Snooker-Meisterschaft gewann.

## Karriere
Geboren in Pakistan, wurde Mirza 1993 und 1994 Vize-U21-Asienmeister. Ebenso feierte er bei pakistanischen Juniorenturnieren Erfolge. In dieser Zeit nahm er auch an anderen internationalen Meisterschaften teil, ohne aber vergleichbare Ergebnisse zu erzielen. 1996 erreichte er immerhin das Viertelfinale der Asienmeisterschaft und der U21-Weltmeisterschaft. Auf nationaler Ebene gewann er 1994 gegen Saleh Mohammadi die pakistanische Snooker-Meisterschaft, während er 1997 im Finale knapp gegen Mohammed Yousuf verlor. Bereits 1995 wurde er als einer der führenden Snookerspieler Pakistans zur professionellen Red and White Challenge eingeladen, bevor er bei den Asienspielen 1998 eine Bronzemedaille im Snooker-Team-Wettbewerb gewann. Im selben Jahr wurde er offiziell Profispieler.
In seiner ersten Saison verlor er aber jedes Spiel; am Saisonende verlor er seinen Profistatus wieder. Zum Trost wurde er noch im selben Jahr zum zweiten Mal pakistanischer Vize-Meister. Noch im selben Jahr erreichte er das Achtelfinale der Amateurweltmeisterschaft und das Halbfinale der Asienmeisterschaft, bevor er zu Beginn des Jahres 2000 das Halbfinale der pakistanischen Meisterschaft erreichte. Schließlich unternahm er während der Saison 2000/01 einen zweiten Anlauf auf der Profitour. Zwar gewann er gegen den Engländer Craig Roper im Rahmen der WM-Qualifikation 2001 immerhin ein erstes Profispiel, alle anderen Partien verlor er aber wieder. Erneut wurde er am Saisonende sofort wieder zum Amateur degradiert. Ein Jahr später stand er im Achtelfinale der Asienmeisterschaft und wurde zum zweiten Mal pakistanischer Meister. Anfang 2003 misslang ihm die Titelverteidigung erst durch eine Finalniederlage gegen Khurram Hussain Agha.
Bis dahin lebte Mirza in Lahore in der pakistanischen Provinz Punjab. Doch spätestens in der ersten Jahreshälfte 2003 entschloss er sich, nach Schweden auszuwandern, nachdem er eine schwedische Frau kennengelernt und geheiratet hatte. Dort lebte er im Raum Stockholm und wurde Mitglied eines Snookervereines in Kungsholmen. Seinen Lebensunterhalt bestritt er unter anderem als Billardtrainer. Noch im selben Jahr nahm er erstmals an der schwedischen Meisterschaft teil und erreichte prompt das Halbfinale. 2004 nahm er nochmal an der pakistanischen Meisterschaft teil und schied bereits im Viertelfinale aus, während er zurück in Schweden noch im selben Jahr nur gegen Kevin Zarakani verlor und so schwedischer Vize-Meister wurde. In den folgenden Jahren nahm er mindestens 2007 an der pakistanischen Meisterschaft teil, ferner repräsentierte er Pakistan noch bei den Asienspielen 2006.
Parallel konzentrierte er sich auf das Amateursnooker in Schweden. 2005 gewann er gegen Zarakani seinen ersten schwedischen Meistertitel, bis einschließlich 2015 folgten fünf weitere. Mit neun Finalteilnahmen bei insgesamt sechs Titelgewinnen innerhalb der elf Jahre zwischen 2004 und 2015 war er in diesem Zeitraum der erfolgreichste Spieler Schwedens. In dieser Zeit repräsentierte er das Land auch bei internationalen Meisterschaften, wobei er bei der Europameisterschaft sowohl 2005 als auch 2008 das Achtelfinale erreichte. 2014 nahm er ferner an der Amateur-Qualifikation der Bulgarian Open teil, verlor jedoch gegen Thomas Dowling sein Auftaktspiel. Nach seinem letzten Titelgewinn 2015 beendete er seine Karriere.

## Erfolge
| Ausgang         | Jahr | Turnier                             | Finalgegner          | Ergebnis |
| --------------- | ---- | ----------------------------------- | -------------------- | -------- |
| Amateurturniere |      |                                     |                      |          |
| Zweiter         | 1993 | U21-Snooker-Asienmeisterschaft      | Anan Terananon       | 6:8      |
| Zweiter         | 1994 | U21-Snooker-Asienmeisterschaft      | Phaitoon Phonbun     | 4:6      |
| Sieger          | 1994 | Pakistanische Snooker-Meisterschaft | Saleh Mohammadi      | 8:7      |
| Zweiter         | 1997 | Pakistanische Snooker-Meisterschaft | Mohammed Yousuf      | 7:8      |
| Zweiter         | 1999 | Pakistanische Snooker-Meisterschaft | Saleh Mohammadi      | 6:8      |
| Sieger          | 2002 | Pakistanische Snooker-Meisterschaft | Khurram Hussain Agha | 7:3      |
| Zweiter         | 2003 | Pakistanische Snooker-Meisterschaft | Khurram Hussain Agha | 1:6      |
| Zweiter         | 2004 | Schwedische Snooker-Meisterschaft   | Kevin Zarakani       | 4:6      |
| Sieger          | 2005 | Schwedische Snooker-Meisterschaft   | Kevin Zarakani       | 6:2      |
| Zweiter         | 2008 | Schwedische Snooker-Meisterschaft   | Mats Eriksson        | 5:6      |
| Sieger          | 2009 | Schwedische Snooker-Meisterschaft   | Jim Johansson        | 6:1      |
| Sieger          | 2010 | Schwedische Snooker-Meisterschaft   | Mats Eriksson        | 6:1      |
| Zweiter         | 2011 | Schwedische Snooker-Meisterschaft   | Kevin Zarakani       | 3:6      |
| Sieger          | 2012 | Schwedische Snooker-Meisterschaft   | Bairaq Al-Urfy       | 6:4      |
| Sieger          | 2014 | Schwedische Snooker-Meisterschaft   | Jim Johansson        | 6:2      |
| Sieger          | 2015 | Schwedische Snooker-Meisterschaft   | Jim Johansson        | 6:1      |